# プラティパス (バンド)
プラティパス（Platypus、カモノハシの意）は、ドリーム・シアター、キングスX、ディキシー・ドレッグスのメンバーで構成されるプログレッシブ・ロックおよびフュージョンのスーパーグループである。1997年に結成され、2000年に解散した。メンバーのタイ・テイバー、ジョン・マイアング、ロッド・モーゲンスタインは、ザ・ジェリー・ジャムとして引き続き協力し活動している。

## 略歴
ドリーム・シアターのベーシストであるマイアングと、当時ドリーム・シアターのキーボード奏者であったデレク・シェリニアンによって、ドリーム・シアター向きではないアイデアを開発できる創造的な手段として企画された。キングスXのギタリストであるテイバー（リード・ボーカルも務めた）と、ディキシー・ドレッグスのドラマーであるモーゲンスタインが加わり、1997年から2000年の間に2枚のアルバムをリリースした。
プラティパスの音楽は、ボーカル・ハーモニーと長いインストゥルメンタル曲を使用し、1970年代のロック・シーンとプログレッシブ・ロック・シーンの影響がミックスされた、ギターとキーボードが牽引するモダン・プログレッシブ・ロックである。
1枚目のアルバム『ホエン・パス・カムズ・トゥ・シャヴ』、続いて2000年にリリースされたアルバム『Ice Cycles』の後、バンドは再編成したり別のアルバムを録音したりすることもなく解散した。その後、マイアング、モーゲンスタイン、テイバーの3名は2000年にザ・ジェリー・ジャムを結成、2016年時点で4枚のフル・アルバムをリリースしている。

## メンバー
- ジョン・マイアング (John Myung) - ベース
- デレク・シェリニアン (Derek Sherinian) - キーボード
- タイ・テイバー (Ty Tabor) - ギター、ボーカル
- ロッド・モーゲンスタイン (Rod Morgenstein) - ドラムス

## ディスコグラフィ

### アルバム
- 『ホエン・パス・カムズ・トゥ・シャヴ』 - When Pus Comes to Shove（1998年、インサイド・アウト）[1]
- Ice Cycles（2000年、インサイド・アウト）[2]